# Trương Ngọc Tình
Trương Ngọc Tình (sinh năm 1988 tại Thành phố Hồ Chí Minh) là một nam siêu mẫu người Việt Nam. Anh từng đoạt giải vàng tại Siêu mẫu Việt Nam 2010. Năm 2017, Ngọc Tình đại diện Việt Nam xuất sắc đăng quang ngôi vị Nam vương tại cuộc thi Manhunt International.

## Đầu đời
Trương Ngọc Tình, sinh năm 1988, tại Thành phố Hồ Chí Minh. Trước khi trở thành người mẫu anh là một vận động viên Kickboxing và từng đoạt huy chương đồng giải Vô địch võ cổ truyền toàn quốc.

## Sự nghiệp

### Siêu mẫu Việt Nam 2010
Năm 2010, Ngọc Tình đoạt giải vàng tại cuộc thi Siêu mẫu Việt Nam 2010 và giải phụ "Siêu mẫu được yêu thích nhất".

### Best Model of the World 2011
Năm 2011, Ngọc Tình tham gia Best Model of the World và đoạt giải "Bộ trang phục dạ hội đẹp nhất" với trang phục áo dài của nhà thiết kế Công Trí.

### Nam vương Đại sứ Hoàn vũ 2016
Năm 2016, Ngọc Tình được cấp phép chính thức đại diện Việt Nam tham dự Nam vương Đại sứ Hoàn vũ 2016 diễn ra tại Indonesia. Đêm chung kết anh đoạt giải Á vương 1, ngôi vị cao nhất thuộc về thí sinh đến từ Serbia.

### Manhunt International 2017
Năm 2017, trong đêm chung kết cuộc thi Manhunt International diễn ra tại Băng Cốc, Thái Lan. Ngọc Tình đại diện Việt Nam xuất sắc đăng quang ngôi vị Nam vương. Ngoài ra Ngọc Tình giành thêm giải phụ "Gương mặt của năm", "Người mẫu thời trang" và giải "Mister Popularity" dành cho thí sinh được bình chọn qua mạng nhiều nhất.

### Star Awards 2019
Năm 2019, Ngọc Tình giành giải "Siêu mẫu nam của năm" tại sự kiện Star Awards 2019. Đây là một trong những sự kiện tầm cỡ quốc tế được tổ chức bởi tạp chí Harper's Bazaar Việt Nam.

## Hoạt động khác

### Giám khảo
Ngoài là một siêu mẫu Ngọc Tình còn giữ vai trò giám khảo tại các cuộc thi. Năm 2017, anh làm giám khảo cuộc thi Miss Eco International diễn ra tại Ai Cập.

### Điện ảnh
Năm 2021, Ngọc Tình tham gia diễn xuất trong bộ phim điện ảnh 578: Phát đạn của kẻ điên của đạo diễn Lương Đình Dũng.